# Cofre de Perote
Der Cofre de Perote (manchmal auch Nauhcampatépetl genannt) ist ein erloschener Schildvulkan in Mexiko im Gebirgszug der Sierra Madre Oriental zwischen Xalapa und Perote. Der Name in Náhuatl bedeutet so viel wie „Platz der vier Berge“.
Der Berg bildet einen Teil der Sierra Nevada von Mexiko, einem Gebirgszug, zu dem auch der Pico de Orizaba oder der Popocatepetl gehört. Oftmals wird der auch noch der Sierra Madre Oriental hinzugerechnet. Grob gesehen liegt der Cofre de Perote auf halbem Weg zwischen Puebla und Veracruz an der Grenze zwischen dem Hochland von Puebla und der Küstenregion von Veracruz.
Die Bergspitze (genau genommen sind es zwei Spitzen) hat die Form einer Truhe oder eines Koffers (span. cofre). Sie ist überbaut mit Antennen.
Der Name kommt von der Stadt Perote, die nördlich des Cofre de Perote liegt. Zudem ist der Berg von Xalapa aus gut zu sehen. Der Name Cofre de Perote ist zugleich der Name des Nationalparks, in welchem der Berg steht.
An manchen kalten Wintertagen im Januar und Februar fällt auf der Bergspitze Niederschlag in Form von Schnee, der einige wenige Tage die Bergspitze in Weiß hüllt.

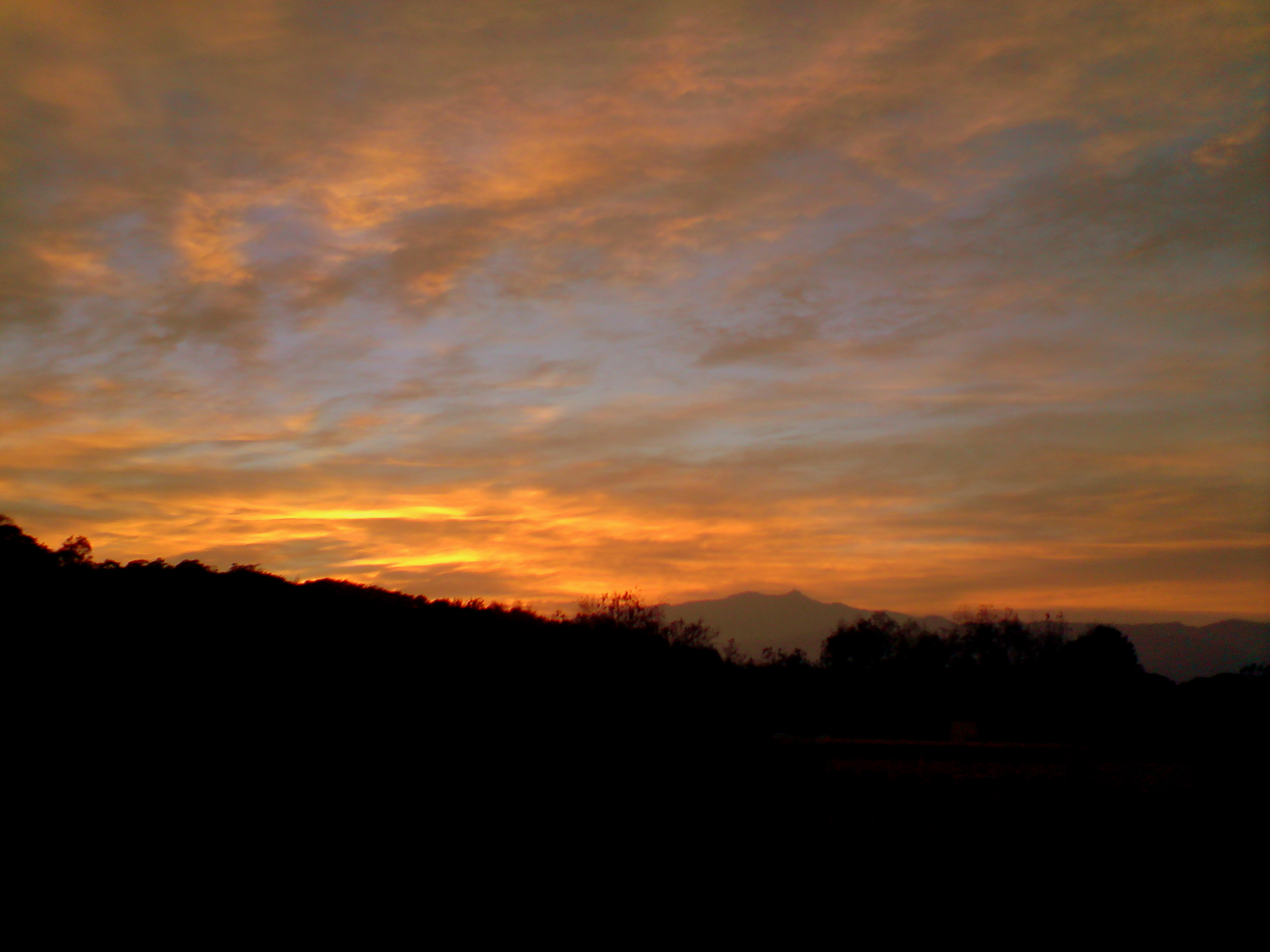
Sonnenuntergang in Xalapa (im Hintergrund der Cofre)
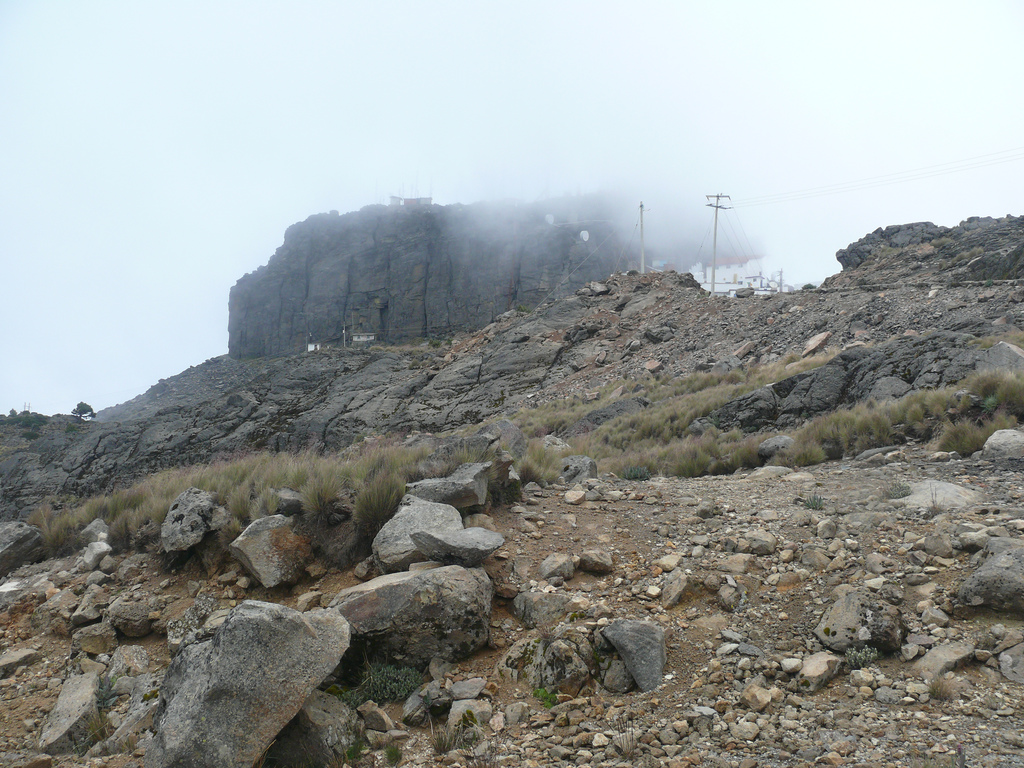
Westhang des Cofre
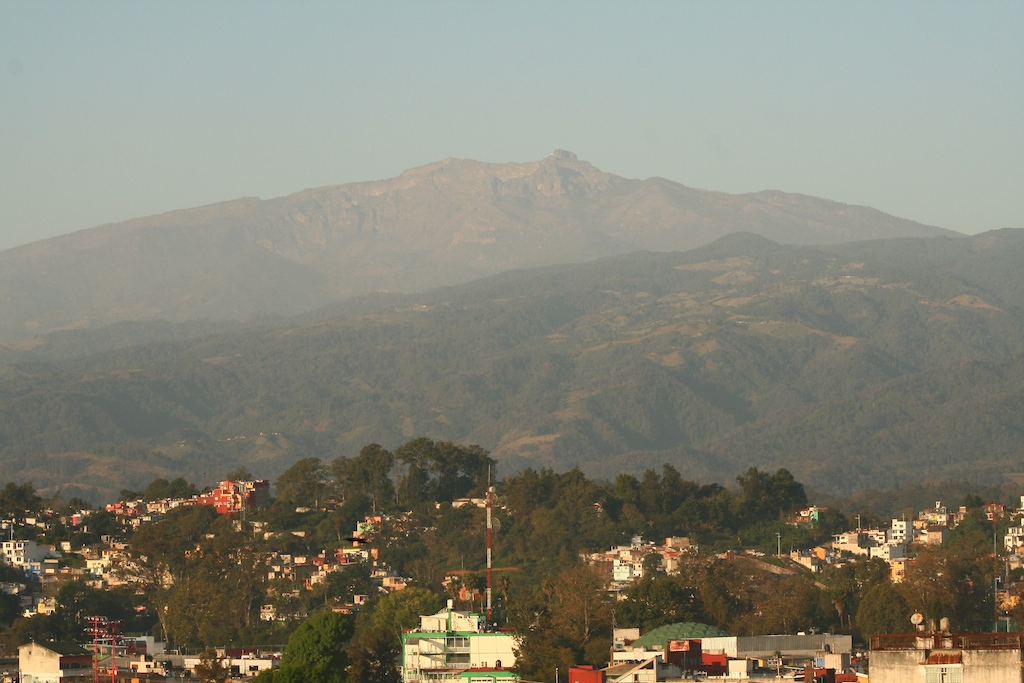
Cofre vom Zentrum von Xalapa aus gesehen
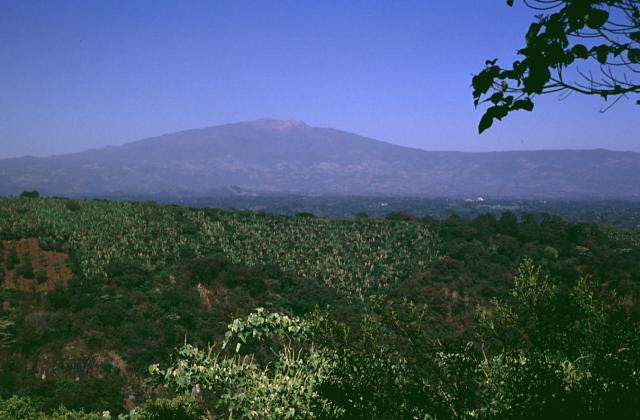
Cofre de Perote von Perote (Norden) aus